# 500 Milhas de Indianápolis de 2014
As 500 Milhas de Indianápolis de 2014 foi a 98ª edição da prova e quinta corrida da temporada de 2014 da IndyCar Series. A corrida foi disputada no dia 25 de maio no Indianapolis Motor Speedway, localizado na cidade de Speedway, em Indiana. 
O vencedor foi o piloto norte-americano Ryan Hunter-Reay, da equipe Andretti. Hélio Castroneves, da Penske, foi o segundo colocado, enquanto que Marco Andretti, companheiro de Hunter-Reay, foi terceiro. Foi a primeira vitória de um piloto dos Estados Unidos na Indy 500 desde a edição de 2006, quando Sam Hornish, Jr. cruzou a linha de chegada.
Entre os novatos, Kurt Busch foi o melhor representante, ao chegar em sexto lugar. A prova também marcou o regresso de Jacques Villeneuve, campeão da temporada de 1995 da extinta CART, campeão da Indy 500 do mesmo ano e vencedor da Temporada de Fórmula 1 de 1997. O canadense, então com 43 anos, correu em um Dallara-Honda #5 da Sam Schmidt Motorsports e chegou em décimo-quarto lugar.
O Chevrolet Camaro usado como pace-car na prova foi guiado pelo ex-piloto Dario Franchitti, tetracampeão da IndyCar e bicampeão das 500 Milhas.

## Cerimonial antes da corrida
Antes da prova, foram cantados o hino nacional dos Estados Unidos e a música "Back Home Again in Indiana". A intérprete de "The Star-Spangled Banner" foi a cantora LeAnn Rimes, enquanto "Back Home Again in Indiana" foi novamente cantada por Jim Nabors, que havia anunciado sua aposentadoria em março, aos 83 anos, por motivos de saúde.

## Grid de largada
(R) = Rookie das 500 Milhas; (V) = Vencedor das 500 Milhas
| Row | Abre a fila | Abre a fila            | Metade | Metade             | Fecha a fila | Fecha a fila           |
| --- | ----------- | ---------------------- | ------ | ------------------ | ------------ | ---------------------- |
| 1   | 20          | Ed Carpenter           | 27     | James Hinchcliffe  | 12           | Will Power             |
| 2   | 3           | Hélio Castroneves (V)  | 77     | Simon Pagenaud     | 25           | Marco Andretti         |
| 3   | 34          | Carlos Muñoz           | 67     | Josef Newgarden    | 21           | J. R. Hildebrand       |
| 4   | 2           | Juan Pablo Montoya (V) | 9      | Scott Dixon (V)    | 26           | Kurt Busch (R)         |
| 5   | 98          | Jack Hawksworth (R)    | 19     | Justin Wilson      | 7            | Mikhail Aleshin (R)    |
| 6   | 10          | Tony Kanaan (V)        | 11     | Sébastien Bourdais | 16           | Oriol Servià           |
| 7   | 28          | Ryan Hunter-Reay       | 15     | Graham Rahal       | 18           | Carlos Huertas (R)     |
| 8   | 63          | Pippa Mann             | 14     | Takuma Sato        | 68           | Alex Tagliani          |
| 9   | 6           | Townsend Bell          | 83     | Charlie Kimball    | 5            | Jacques Villeneuve (V) |
| 10  | 33          | James Davison (R)      | 41     | Martin Plowman (R) | 8            | Ryan Briscoe           |
| 11  | 22          | Sage Karam (R)         | 17     | Sebastián Saavedra | 91           | Buddy Lazier (W)       |

## Resultado da corrida
| Pos                | No. | Piloto                 | Equipe                           | Motor     | Voltas percorridas | Tempo de corrida/diferença/Abandono | Pit-stops | Posição no grid | Voltas na liderança | Pts.1 |
| ------------------ | --- | ---------------------- | -------------------------------- | --------- | ------------------ | ----------------------------------- | --------- | --------------- | ------------------- | ----- |
| 1                  | 28  | Ryan Hunter-Reay       | Andretti Autosport               | Honda     | 200                | 2:40:48.2305                        |           | 19              | 56                  | 126   |
| 2                  | 3   | Hélio Castroneves (V)  | Team Penske                      | Chevrolet | 200                | +0.0600                             |           | 4               | 38                  | 118   |
| 3                  | 25  | Marco Andretti         | Andretti Autosport               | Honda     | 200                | +0.3171                             |           | 6               | 20                  | 103   |
| 4                  | 34  | Carlos Muñoz           | Andretti Autosport               | Honda     | 200                | +0.7795                             |           | 7               |                     | 99    |
| 5                  | 2   | Juan Pablo Montoya (V) | Team Penske                      | Chevrolet | 200                | +1.3233                             |           | 10              | 16                  | 82    |
| 6                  | 26  | Kurt Busch (R)         | Andretti Autosport               | Honda     | 200                | +2.2666                             |           | 12              |                     | 80    |
| 7                  | 11  | Sébastien Bourdais     | KV Racing Technology             | Chevrolet | 200                | +2.6576                             |           | 17              |                     | 62    |
| 8                  | 12  | Will Power             | Team Penske                      | Chevrolet | 200                | +2.8507                             |           | 3               | 22                  | 85    |
| 9                  | 22  | Sage Karam (R)         | Dreyer & Reinbold/Kingdom Racing | Chevrolet | 200                | +3.2848                             |           | 31              |                     | 57    |
| 10                 | 21  | J. R. Hildebrand       | Ed Carpenter Racing              | Chevrolet | 200                | +3.4704                             |           | 9               |                     | 66    |
| 11                 | 16  | Oriol Servià           | Rahal Letterman Lanigan Racing   | Honda     | 200                | +4.1077                             |           | 18              |                     | 43    |
| 12                 | 77  | Simon Pagenaud         | Schmidt Peterson Motorsports     | Honda     | 200                | +4.5677                             |           | 5               |                     | 68    |
| 13                 | 68  | Alex Tagliani          | Sarah Fisher Hartman Racing      | Honda     | 200                | +7.6179                             |           | 24              | 3                   | 38    |
| 14                 | 5   | Jacques Villeneuve (W) | Schmidt Peterson Motorsports     | Honda     | 200                | +8.1770                             |           | 27              |                     | 39    |
| 15                 | 17  | Sebastián Saavedra     | KV Racing Technology             | Chevrolet | 200                | +8.5936                             |           | 32              |                     | 38    |
| 16                 | 33  | James Davison (R)      | KV Racing Technology             | Chevrolet | 200                | +9.1043                             |           | 28              |                     | 34    |
| 17                 | 18  | Carlos Huertas (R)     | Dale Coyne Racing                | Honda     | 200                | +12.1541                            |           | 21              |                     | 30    |
| 18                 | 8   | Ryan Briscoe           | Chip Ganassi Racing              | Chevrolet | 200                | +13.3143                            |           | 30              |                     | 41    |
| 19                 | 14  | Takuma Sato            | A. J. Foyt Enterprises           | Honda     | 200                | +13.7950                            |           | 23              |                     | 38    |
| 20                 | 98  | Jack Hawksworth (R)    | Bryan Herta Autosport            | Honda     | 200                | +13.8391                            |           | 13              |                     | 42    |
| 21                 | 7   | Mikhail Aleshin (R)    | Schmidt Peterson Motorsports     | Honda     | 198                | +2 voltas                           |           | 15              | 1                   | 37    |
| 22                 | 19  | Justin Wilson          | Dale Coyne Racing                | Honda     | 198                | +2 voltas                           |           | 14              |                     | 36    |
| 23                 | 41  | Martin Plowman (R)     | A. J. Foyt Enterprises           | Honda     | 196                | +4 voltas                           |           | 29              |                     | 16    |
| 24                 | 63  | Pippa Mann             | Dale Coyne Racing                | Honda     | 193                | +7 voltas                           |           | 22              |                     | 31    |
| 25                 | 6   | Townsend Bell          | KV Racing Technology             | Chevrolet | 190                | Batida                              |           | 25              |                     | 22    |
| 26                 | 10  | Tony Kanaan (V)        | Chip Ganassi Racing              | Chevrolet | 177                | +23 voltas                          |           | 16              | 1                   | 22    |
| 27                 | 20  | Ed Carpenter           | Ed Carpenter Racing              | Chevrolet | 175                | Batida                              |           | 1               | 26                  | 53    |
| 28                 | 27  | James Hinchcliffe      | Andretti Autosport               | Honda     | 175                | Batida                              |           | 2               | 14                  | 49    |
| 29                 | 9   | Scott Dixon (V)        | Chip Ganassi Racing              | Chevrolet | 167                | Batida                              |           | 11              | 3                   | 30    |
| 30                 | 67  | Josef Newgarden        | Sarah Fisher Hartman Racing      | Honda     | 156                | Batida                              |           | 8               |                     | 38    |
| 31                 | 83  | Charlie Kimball        | Chip Ganassi Racing              | Chevrolet | 149                | Batida                              |           | 26              |                     | 25    |
| 32                 | 91  | Buddy Lazier (V)       | Lazier Partners Racing           | Chevrolet | 87                 | Problema mecânico                   |           | 33              |                     | 11    |
| 33                 | 15  | Graham Rahal           | Rahal Letterman Lanigan Racing   | Honda     | 44                 | Problema elétrico                   |           | 20              |                     | 24    |
| OFFICIAL BOX SCORE |     |                        |                                  |           |                    |                                     |           |                 |                     |       |

### Estatísticas
- Trocas de liderança: 11 pilotos alternaram na liderança.

| Voltas lideradas | Voltas lideradas | Voltas lideradas | Voltas lideradas |
| Voltas           | Líder            | Voltas           | Líder            |
| ---------------- | ---------------- | ---------------- | ---------------- |
| 1–9              | Hinchcliffe      | 118–123          | Hunter-Reay      |
| 10–28            | Carpenter        | 124              | Dixon            |
| 29               | Hinchcliffe      | 125–132          | Montoya          |
| 30               | Power            | 133–138          | Hunter-Reay      |
| 31               | Kanaan           | 139–153          | Andretti         |
| 32               | Aleshin          | 154–157          | Carpenter        |
| 33–36            | Hinchcliffe      | 158–162          | Hunter-Reay      |
| 37–57            | Power            | 163              | Carpenter        |
| 58–61            | Andretti         | 164–170          | Hunter-Reay      |
| 62               | Castroneves      | 171–173          | Tagliani         |
| 63               | Dixon            | 174–181          | Hunter-Reay      |
| 64–66            | Montoya          | 182              | Andretti         |
| 67–91            | Castroneves      | 183–184          | Hunter-Reay      |
| 92–93            | Carpenter        | 185              | Castroneves      |
| 94               | Dixon            | 186–195          | Hunter-Reay      |
| 95–99            | Montoya          | 196              | Castroneves      |
| 100–107          | Hunter-Reay      | 197–200          | Hunter-Reay      |
| 108–117          | Castroneves      |                  |                  |

| Total de voltas na liderança | Total de voltas na liderança |
| Voltas lideradas             | Piloto                       |
| ---------------------------- | ---------------------------- |
| Ryan Hunter-Reay             | 56                           |
| Helio Castroneves            | 38                           |
| Ed Carpenter                 | 26                           |
| Will Power                   | 22                           |
| Marco Andretti               | 20                           |
| Juan Pablo Montoya           | 16                           |
| James Hinchcliffe            | 14                           |
| Alex Tagliani                | 3                            |
| Scott Dixon                  | 3                            |
| Mikhail Aleshin              | 1                            |
| Tony Kanaan                  | 1                            |

| Bandeiras: 5 em 21 voltas | Bandeiras: 5 em 21 voltas                                        |
| Período                   | Causa                                                            |
| ------------------------- | ---------------------------------------------------------------- |
| 150–156                   | Batida de Charlie Kimball na curva 2                             |
| 168–174                   | Batidas de Scott Dixon e Josef Newgarden na curva 4              |
| 176–179                   | Batidas de Ed Carpenter e James Hinchcliffe na curva 1           |
| 191                       | Detritos na curva 2                                              |
| 192–193                   | Batida de Townsend Bell na curva 2, seguida de bandeira vermelha |